# Горлянка верболиста
Горлянка верболиста (Ajuga salicifolia) — вид рослин з родини глухокропивові (Lamiaceae), поширений у південно-східній і східній Європі й Туреччині.

## Опис
Багаторічна рослина 10–20 см. Стебла розгалужені, притиснуто запушені. Листки коротко-черешкові, 2–3.5 см завдовжки. Трубка віночка цілісна; зубці чашечки ланцетні, гострі. Віночок світло-жовтий, з пурпуровими смугами, кільця 2–3-квіткові.

## Поширення
Поширений у південно-східній і східній Європі (Греція, Болгарія, Румунія, Молдова, Україна, Росія) й Туреччині.
В Україні вид зростає на степових схилах — у Криму (Тарханкутський півострів, передгірська частина, м. Алушта), рідко.